# タイラー・ブレムナー
タイラー・ブレムナー（Tyler Bremner, 2004年4月20日 - ）は、アメリカ合衆国カリフォルニア州サンディエゴ出身の野球選手（投手）。右投右打。

## 経歴
カリフォルニア大学サンタバーバラ校では2年次の2024年、19試合（先発9試合）に登板して11勝1敗、防御率2.54、104奪三振を記録し、大学野球アメリカ合衆国代表に選出された。
2025年のMLBドラフト1巡目（全体2位）でロサンゼルス・エンゼルスから指名された。

## 人物
両親はカナダのオンタリオ州出身で、自身もカナダの市民権を取得している。